# Czesław Słania
Czesław Słania [ˈʧɛswaf ˈswaɲa] (* 22. Oktober 1921 in Czeladź; † 17. März 2005 in Krakau) war ein Graveur von Briefmarken und Geldscheinen.

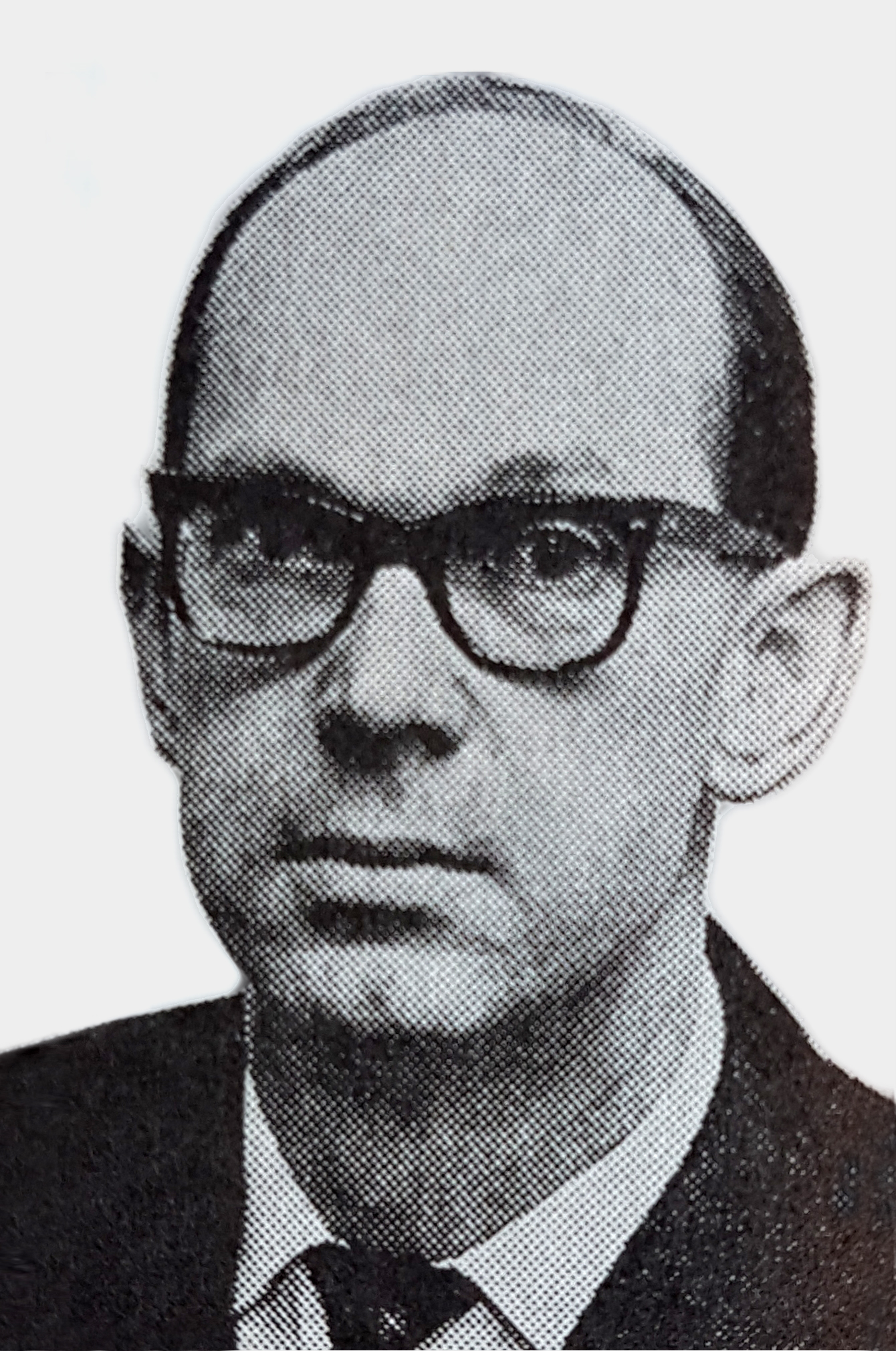
Czesław Słania

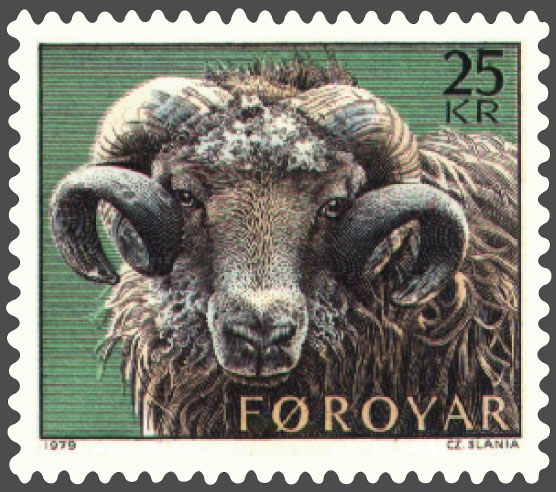
Słanias „Widder“ von 1979 für die Färöer

Der Königlich Schwedische, Dänische und Monegassische Hofgraveur Czesław Słania ist auf der ganzen Welt für seine künstlerischen Leistungen und seinen handwerklichen Fleiß bekannt. Mehr als 1.000 Briefmarken hat er graviert, ein Weltrekord, der auch im Guinnessbuch steht. Für eine Briefmarke brauchte er im Schnitt weniger als einen Monat. Er gilt damit als einer der Schnellsten seiner Zunft, die vielleicht 100 Künstler weltweit umfasst, welche für den Tiefdruck von hochwertigen Briefmarkenausgaben Stahlstichvorlagen erstellen.
Es gibt mehrere Vereine auf der Welt, die sich mit dem Werk Słanias befassen. Das Sammeln seiner Briefmarken ist ein eigenes Sachgebiet der Philatelie.

## Leben und Werk
Czesław Słania wurde in der kleinen polnischen Bergbaustadt Czeladź geboren. Bereits in seiner Kindheit zeigte sich seine Fähigkeit, im kleinen Format zu arbeiten, da er Geldscheine als Vorlage für seine künstlerischen Entfaltungen verwendete. Er zeichnete auch Miniaturen von Porträts und Pferden sowie Zeichnungen seiner Klassenkameraden. Er studierte ab 1947 an der Kunstakademie in Krakau, einer der anerkanntesten Akademien für grafische Kunst. Noch während seines Studiums bekam er eine Stelle in der polnischen Staatsdruckerei angeboten, wo er sechs Jahre lang arbeitete. 1951 kam seine erste Briefmarke heraus.
1956 zog der 35-jährige Czesław Słania nach Schweden und begann ab 1959, für die schwedische Post zu arbeiten. Über 40 Jahre lang hat er Briefmarken für die schwedische Post graviert. Darüber hinaus hat er auch viele andere Länder auf der ganzen Welt als feste Briefmarkenkunden. Er wurde in Schweden, Dänemark und Monaco zum Hofgraveur ernannt und hat zahlreiche Preise für seine präzisen Gravuren erhalten.
Neben diesen drei Ländern stach er Briefmarken für Åland, Australien, Belgien, China, Deutschland (1995 die Briefmarke für Alfred Nobel, die in gleicher Form auch in Schweden erschien), Estland, Färöer (100 Marken seit 1976), Frankreich, Gibraltar, Grönland, Großbritannien, Hongkong, Irland, Island, Jamaika, Kasachstan, Lettland, Litauen, Marshallinseln, Neuseeland, Portugal, San Marino, Singapur, Spanien, Schweiz, Thailand, Tunesien, USA, Vereinte Nationen, die Vatikanstadt und seine Heimat Polen.
Geldscheine von Czesław Słania gibt es in Argentinien, Belgien, Brasilien, Dominikanische Republik, Israel, Kanada, Kasachstan, Litauen, Portugal und Venezuela.
Er hat auch zahlreiche private Werke graviert, die er „aus Vergnügen“ geschaffen hat, darunter eine Serie mit berühmten Filmschauspielerinnen, eine Serie mit Weltmeistern im Schwergewichtsboxen von 1889 bis 1964 und z. B. ein Porträt von Papst Johannes Paul II., das im Jahre 2002 auf dessen Wunsch zugunsten notleidender polnischer Kinder versteigert wurde.
Słanias Vielseitigkeit wird deutlich, wenn man die breitgefächerte Palette an Themen betrachtet, mit denen er arbeitet und die von königlichen Porträts über Flora und Fauna bis hin zu Filmstars reichen. Er hatte sogar Zeit und Platz, seinen winzigen Kunstwerken einen persönlichen Zug zu verleihen, z. B. eine Karikatur von sich selbst oder Namen von Freunden.
„Es ist ein Vergnügen, dass die Motive so abwechslungsreich sind“, so Słania. „Das macht die Arbeit des Graveurs sehr spannend. Ich mag am liebsten, wenn ein Motiv viele unterschiedliche Details enthält, z. B. Pferde, Wolken, Haut, eine kleine Brosche... das macht die Arbeit wunderbar kompliziert, genau wie bei meiner 1.000. Briefmarke.“ Seine 1.000. Briefmarke erschien 2000 für die schwedische Postverwaltung und zeigt das Gemälde Rühmliche Heldentaten schwedischer Könige von David Klöcker Ehrenstrahl (1695), das im Schloss Drottningholm hängt. Mit 60 × 81 mm ist es die größte Briefmarke im Stichtiefdruck aller Zeiten, und sie wurde weltweit ausgezeichnet.
Im Jahre 1999 wurde Słania zum Ehrenbürger seiner Geburtsstadt Czeladź ernannt.